# Улан-Хао
Улан-Хао (Уланьхада; кит. 乌兰哈达站, пін. Wūlánhǎdá Zhàn) — залізнична станція в КНР, розміщена на Цзінін-Ерляньській залізниці між станціями Баян-Цаган і Баолаге.
Розташована в хошуні Чахар – Правий Задній стяг (міський округ Уланчаб, автономний район Внутрішня Монголія). Відкрита в 1954 році.